# Iodelei

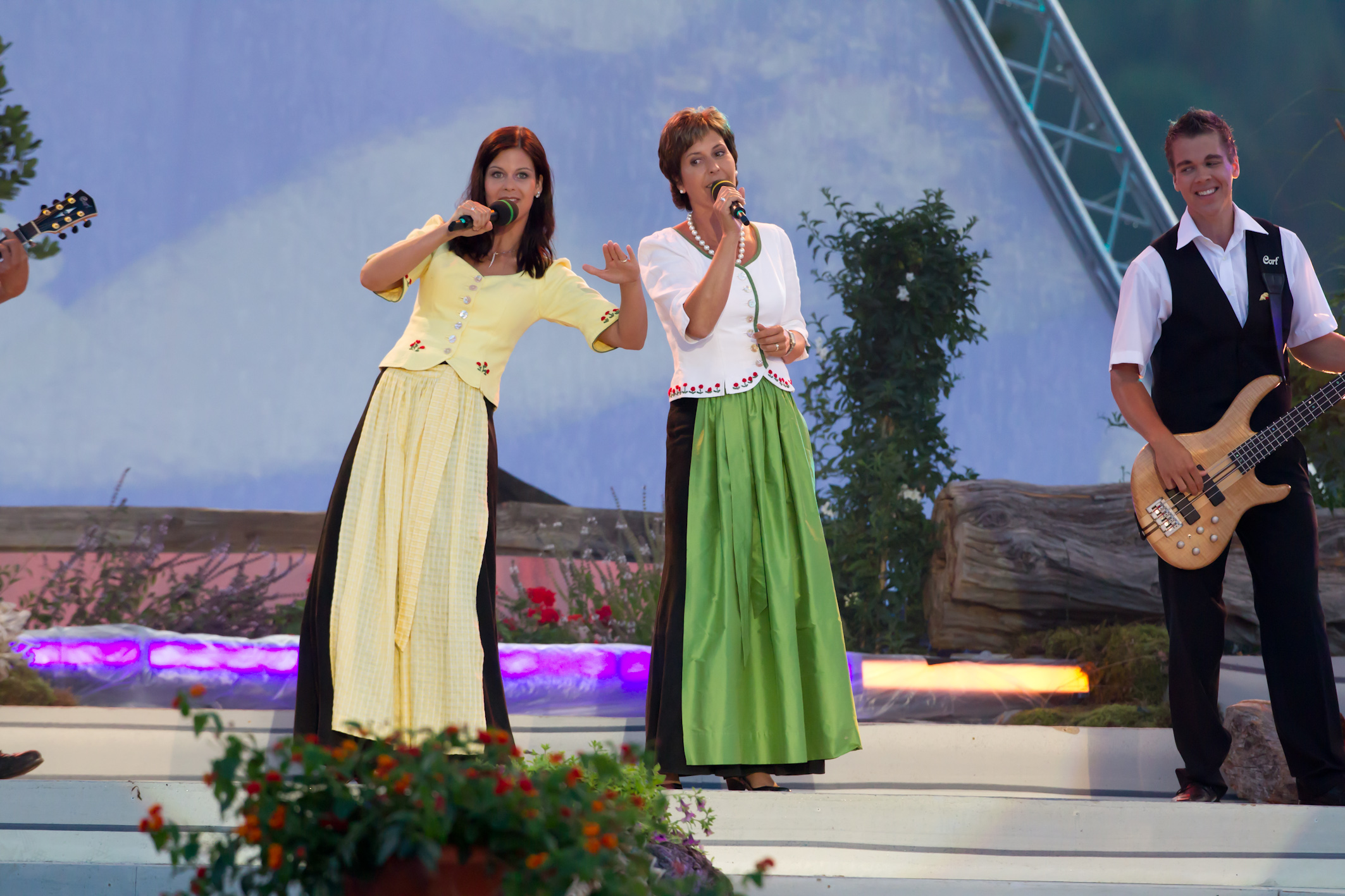
A cantora iodelei Melanie Oesch (esquerda), com sua mãe Anne-Marie e seu irmão Mike da banda Oesch's die Dritten.

Iodelei (do inglês yodelling ou jodelling, às vezes escrito com grafia -eling, e este do alemão Jodeln, substantivo neutro vindo do verbo jodeln), tirolês ou tirolesa é uma forma de canto utilizando sílabas fonéticas, criando um som que muda rapidamente e repetidamente. O termo iodelei ou jodeln é uma onomatopéia, ou seja, uma palavra cuja sonoridade imita a voz, ruídos de objetos ou animais. O yodel é a troca do registro de peito para o falsete e do registro de falsete para o de peito em uma certa velocidade
Esta técnica vocal é usada em muitas culturas, mas é principalmente conhecida na região dos Alpes, pois a região favorece o eco por seu terreno acidentando cheios de vales, lagos e rochedos.
O mais famoso iodeler foi Franzl Lang, conhecido como o "Rei do Yodel", que pode ser conferido no YouTube com sua técnica excepcionalmente rápida.